# Vassili Danilov
Vassili Savelievitch Danilov (russe : Василий Савельевич Данилов), né le 13 mai 1941 à Voronej à l'époque en URSS et aujourd'hui en Russie, est un joueur de football international soviétique (russe), qui évoluait au poste de défenseur.

## Biographie

### Carrière en sélection
Avec l'équipe d'Union soviétique, il joue 23 matchs, sans inscrire de but, entre 1965 et 1967. 
Il joue son premier match en équipe nationale le 16 mai 1965 contre l'Autriche et son dernier le 28 mai 1967 contre le Mexique.
Il figure dans le groupe des sélectionnés lors de la Coupe du monde de 1966. Lors du mondial organisé en Angleterre, il est titulaire et joue 4 matchs : contre l'Italie, la Hongrie, l'Allemagne et le Portugal. L'URSS se classe quatrième de la compétition.

## Statistiques
| Saison                | Club                   | Championnat           | Championnat | Championnat | Coupe(s) nationale(s) | Coupe(s) nationale(s) | Total | Total |
| Saison                | Club                   | Division              | M.          | B.          | M.                    | B.                    | M.    | B.    |
| 1959                  | Chakhtior Novomoskovsk | D2                    | 2           | 0           | -                     | -                     | 2     | 0     |
| 1960                  | Chakhtior Novomoskovsk | D2                    | 18          | 0           | -                     | -                     | 18    | 0     |
| Sous-total            | Sous-total             | Sous-total            | 20          | 0           | -                     | -                     | 20    | 0     |
| 1961                  | Zénith Léningrad       | D1                    | 32          | 1           | 5                     | 1                     | 37    | 2     |
| 1962                  | Zénith Léningrad       | D1                    | 23          | 0           | 1                     | 0                     | 24    | 0     |
| 1963                  | Zénith Léningrad       | D1                    | 25          | 0           | -                     | -                     | 25    | 0     |
| 1964                  | Zénith Léningrad       | D1                    | 32          | 3           | 2                     | 0                     | 34    | 3     |
| 1965                  | Zénith Léningrad       | D1                    | 27          | 1           | -                     | -                     | 27    | 1     |
| 1966                  | Zénith Léningrad       | D1                    | 12          | 0           | 1                     | 0                     | 13    | 0     |
| 1967                  | Zénith Léningrad       | D1                    | 10          | 0           | 1                     | 0                     | 11    | 0     |
| 1968                  | Zénith Léningrad       | D1                    | 1           | 0           | -                     | -                     | 1     | 0     |
| Sous-total            | Sous-total             | Sous-total            | 192         | 5           | 10                    | 1                     | 202   | 6     |
| 1969                  | Lokomotiv Moscou       | D1                    | 12          | 0           | 1                     | 0                     | 13    | 0     |
| 1970                  | Dinamo Léningrad       | D2                    | 9           | 0           | -                     | -                     | 9     | 0     |
| Sous-total            | Sous-total             | Sous-total            | 21          | 0           | 1                     | 0                     | 22    | 0     |
| Total sur la carrière | Total sur la carrière  | Total sur la carrière | 224         | 5           | 11                    | 1                     | 235   | 6     |